# Municipio de Örebro
Örebro (en sueco: Örebro kommun) es un municipio de la provincia de Örebro, en el centro-sur de Suecia. Su sede se encuentra en la ciudad de Örebro. El municipio actual se formó en 1971 con la fusión de la ciudad de Örebro y los municipios rurales circundantes.

## Localidades
Hay 13 áreas urbanas (tätort) en el municipio:
| #  | Tätort        | Población |
| -- | ------------- | --------- |
| 1  | Örebro        | 120 650   |
| 2  | Hovsta        | 2791      |
| 3  | Ekeby-Almby   | 1886      |
| 4  | Garphyttan    | 1529      |
| 5  | Odensbacken   | 1334      |
| 6  | Norra Bro     | 905       |
| 7  | Stora Mellösa | 794       |
| 8  | Glanshammar   | 772       |
| 9  | Latorpsbruk   | 744       |
| 10 | Ölmbrotorp    | 533       |
| 11 | Hampetorp     | 310       |
| 12 | Askersby      | 256       |
| 13 | Kilsmo        | 231       |

## Ciudades hermanas
Örebro está hermanado o tiene tratado de cooperación con:
- Drammen, Noruega
- Kolding, Dinamarca
- Stykkishólmsbær, Islandia
- Lappeenranta, Finlandia
- Lodz, Polonia
- Tarrasa, España
- Yantai, China
- Pau, Francia
- Nóvgorod, Rusia